# Ga Incheon Gajwa
Ga Incheon Gajwa (Tiếng Hàn: 인천가좌역, Hanja: 仁川佳佐驛) là ga tàu điện ngầm của Tàu điện ngầm Incheon tuyến 2 nằm ở Gajwa-dong, Seo-gu, Incheon.

## Lịch sử
- 5 tháng 10 năm 2015: Tên ga được quyết định là Ga Incheon Gajwa[1]
- 30 tháng 7 năm 2016: Bắt đầu kinh doanh với việc khai trương Tàu điện ngầm Incheon tuyến 2[2]

## Bố trí ga
| Trung tâm Cộng đồng Phụ nữ phía Tây ↑ |
| \| N/B                                |
| ↓ Gajaeul                             |

| Hướng Bắc | ● Incheon tuyến 2 | ← Hướng đi Seongnam · Văn phòng Seo-gu · Geomam · Geomdan Oryu            |
| Hướng Nam | ● Incheon tuyến 2 | → Hướng đi Juan · Văn phòng Namdong-gu · Công viên lớn Incheon · Unyeon → |

## Xung quanh nhà ga
- Gajwa-dong
- Bệnh viện Naeun
- Trường tiểu học Sarim Garim
- Trường trung học Gajwa
- Trường trung học Garim
- Trung tâm phúc lợi hành chính Gajwa 3-dong
- Công viên thể thao Jinju
- Trung tâm phúc lợi hành chính Gajwa 2-dong
- Bưu điện Gajwa 2-dong
- Trường tiểu học Jeonji Geonji
- Trường trung học cơ sở Gajwa
- Thư viện Seo-gu của thành phố Incheon
- Trường tiểu học Incheon Gajwa
- Sale Shopping Chi nhánh Incheon Gajwa
- Gaseok-ro
- Sinjinmal-ro

## Hình ảnh

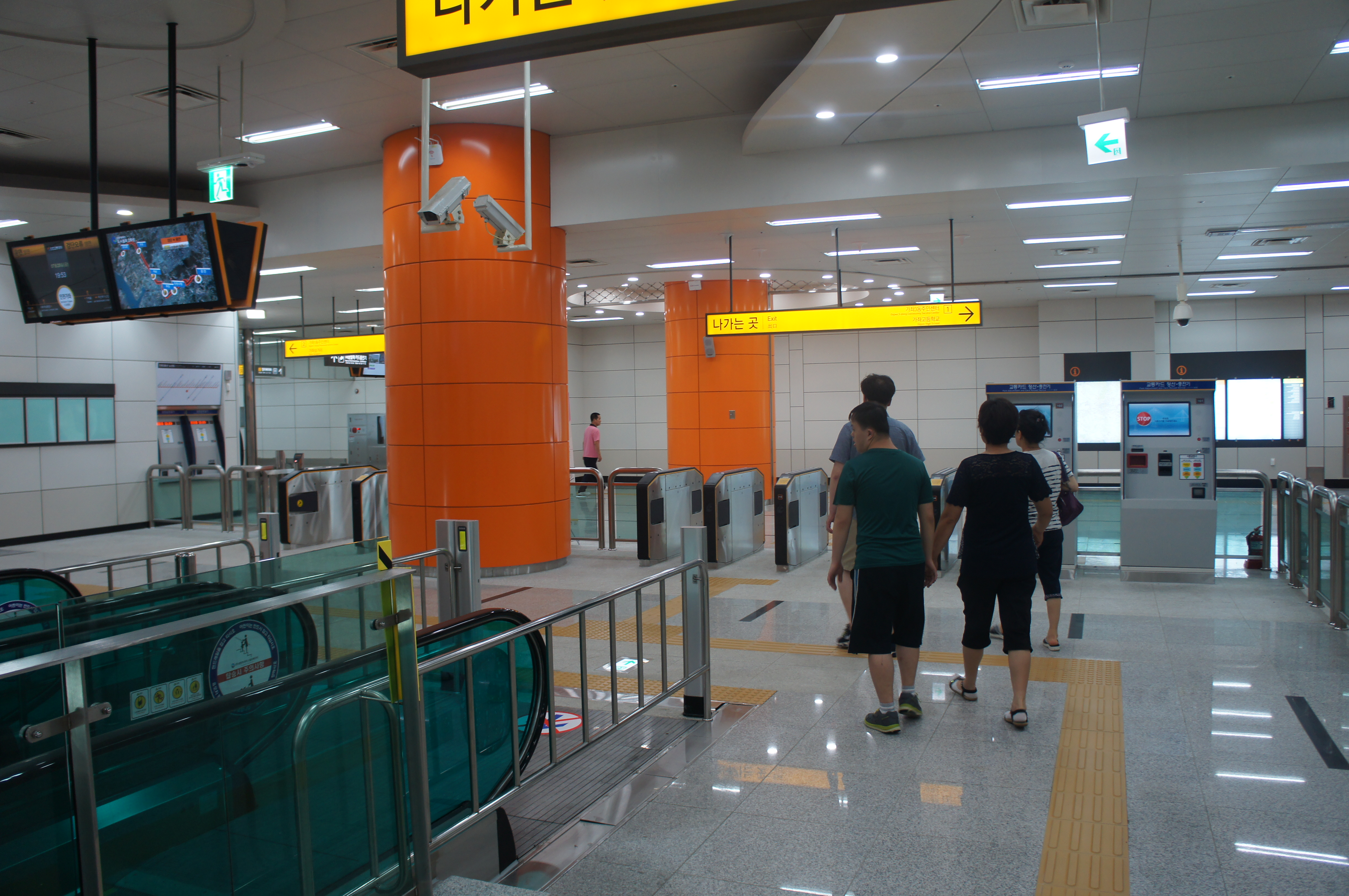
Phòng tiếp tân (phòng chờ) - Lối ra vào
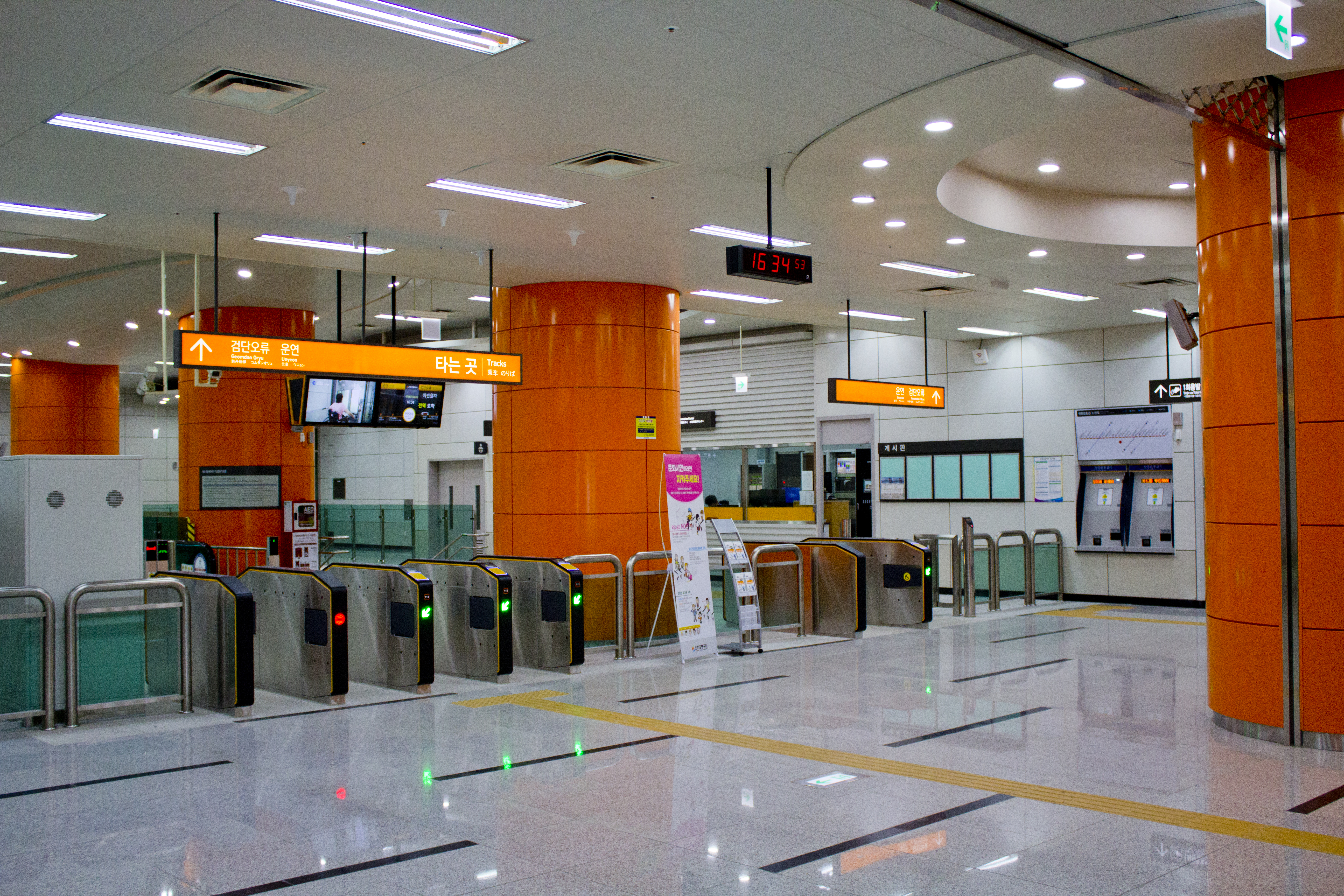
Phòng tiếp tân (phòng chờ) - Hướng sân ga
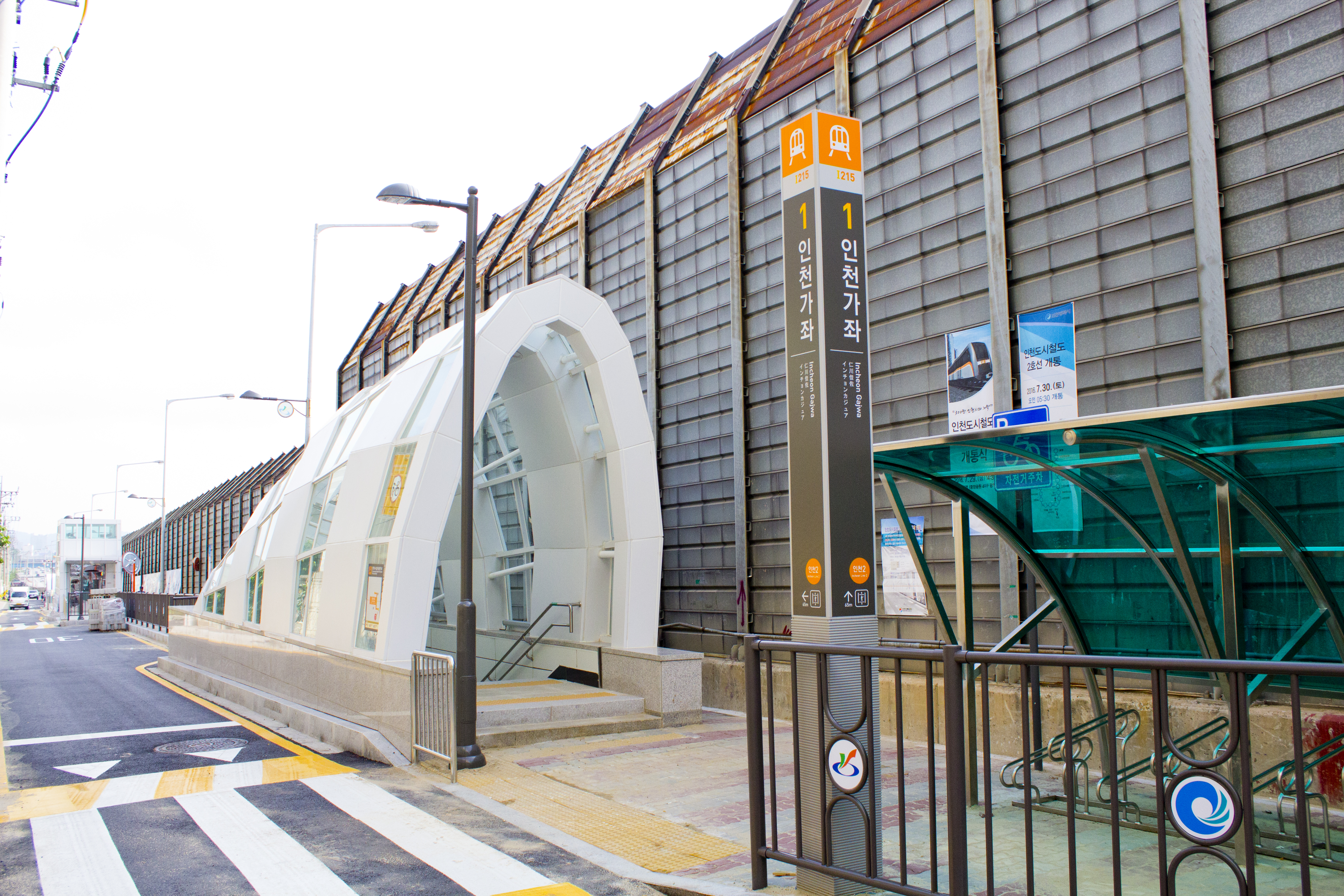
Incheon tuyến 2 Incheon Gajwa Lối ra 1 (Ban ngày)
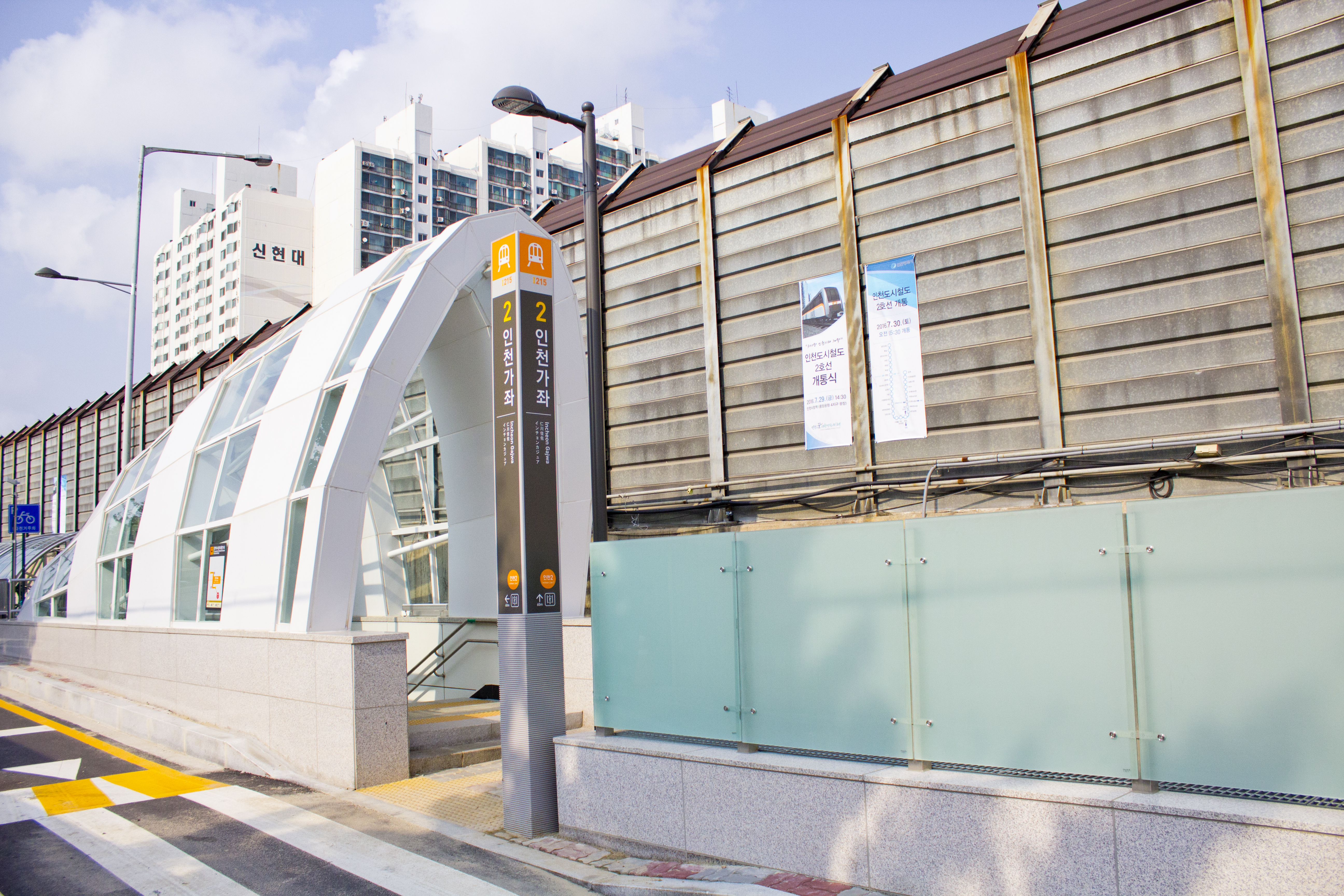
Incheon tuyến 2 Incheon Gajwa Lối ra 2 (Ban ngày)
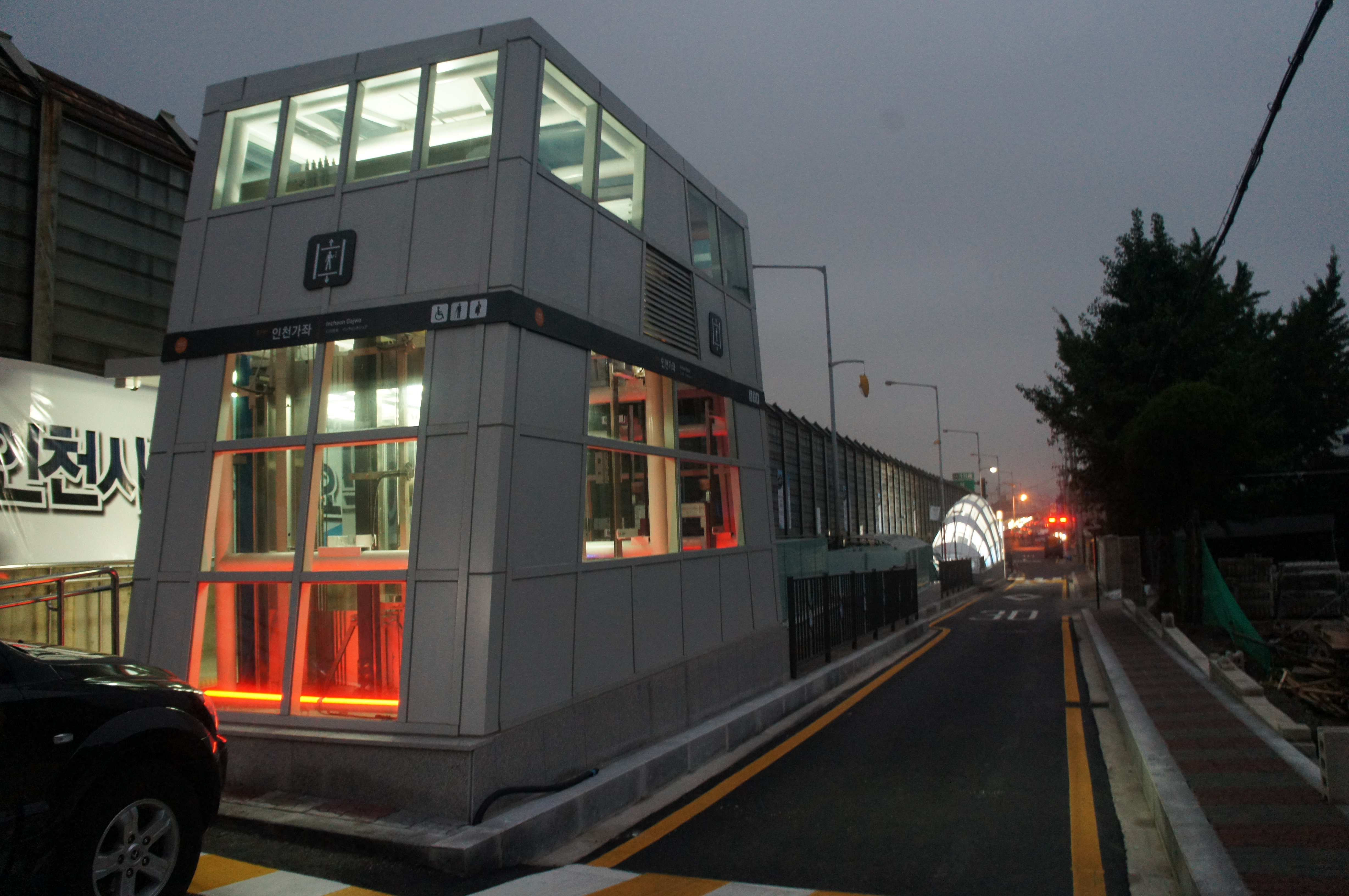
Thang máy Lối ra 2 (Ban đêm)
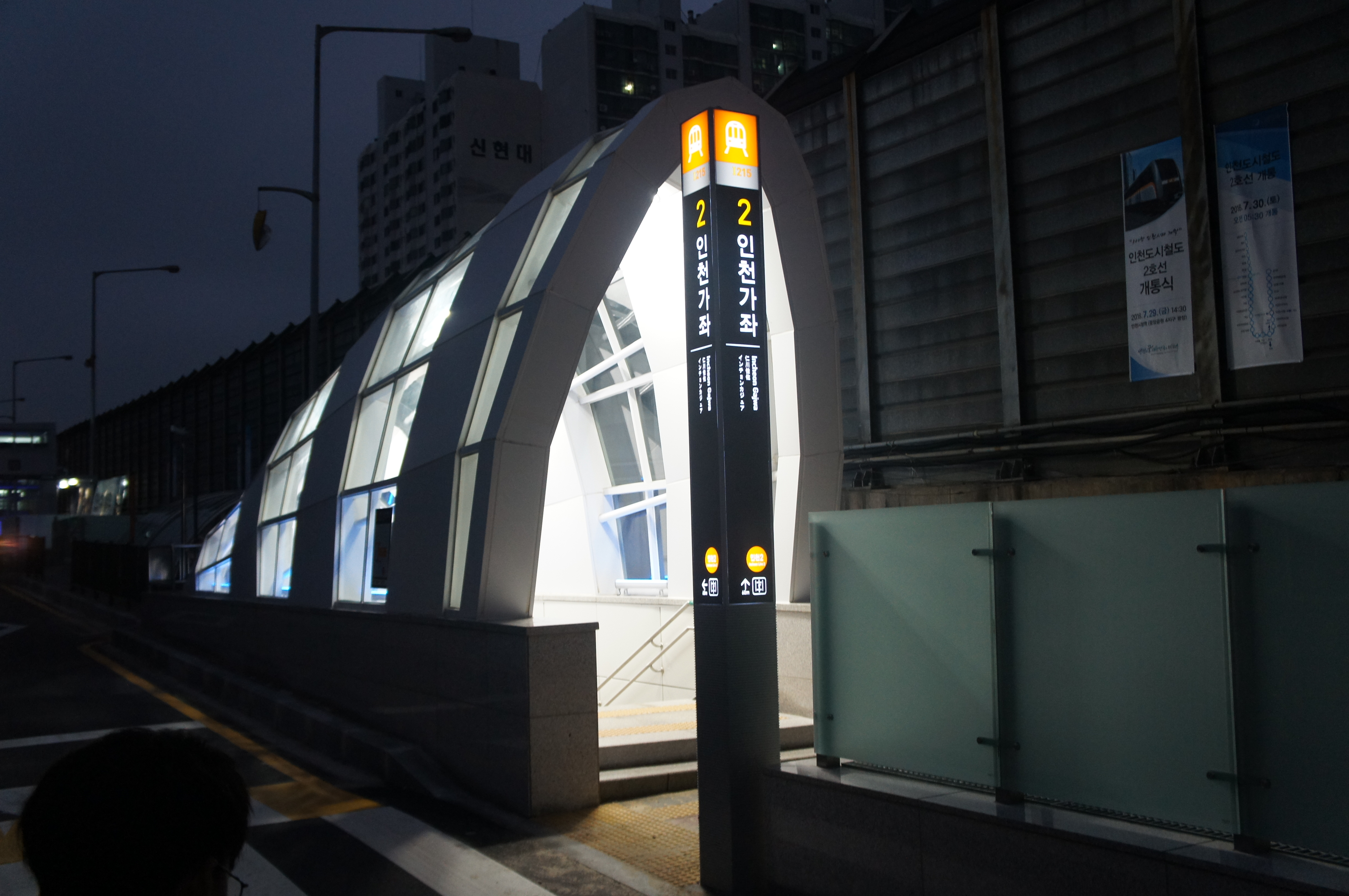
Lối ra 2 (Ban đêm)